# م.س. راقوناتان
م. س. راقوناتان (انگلیسی: M. S. Raghunathan؛ زادهٔ ۱۱ اوت ۱۹۴۱) دانشمند در زمینه اهل هند است.
وی همچنین برندهٔ جوایزی همچون همکار انجمن سلطنتی شده‌است.